# Avesnelles
Avesnelles è un comune francese di 2 576 abitanti situato nel dipartimento del Nord, nella regione dell'Alta Francia.
Nel suo territorio comunale scorre il fiume Helpe Majeure.
Ad Avesnelles nacque il ciclista Jean Hilarion.

## Società

### Evoluzione demografica
Abitanti censiti